# Jeff Broeckx

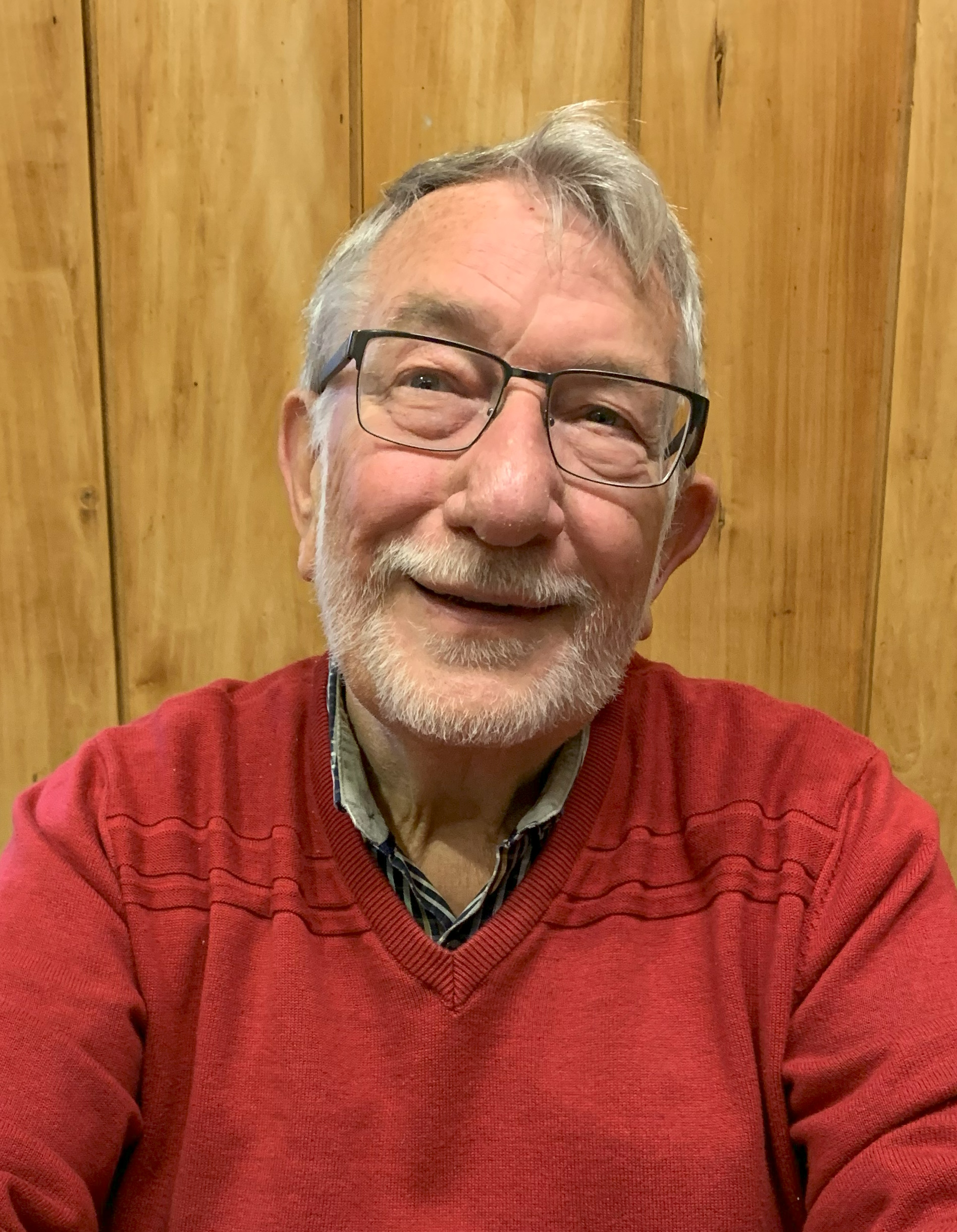
Jeff Broeckx (2024, Willy Vandersteendag in Kalmthout)

Jeff Broeckx (Antwerpen, 16 augustus 1943) is een Vlaams stripauteur en striptekenaar.

## Levensloop

### Jeugd
Op elfjarige leeftijd tekende hij een strip op basis van een scenario van zijn moeder, Maria De Winter: De witte hinde. Toen hij zestien was, ging hij als tekenaar werken bij Standaard Uitgeverij. Hij illustreerde er vooral schoolboeken. 

### Dag en Heidi, Sloeber, Bessy
In 1964 herwerkte hij De witte hinde en werd het verhaal gepubliceerd in het weekblad Ohee. Zijn moeder ontwierp samen met hem de reeksen Serge (1964) en Dag en Heidi (1966). Jeff Broeckx werkte fulltime mee aan de productie van Bessy vanaf 1969. In 1970 kreeg hij de leiding over de Bessy-studio. In 1972 ontwierp hij Sloeber voor Zonneland, weer op basis van verhalen van zijn moeder. Dag en Heidi en Sloeber verschenen begin jaren 80 in albumvorm bij Standaard Uitgeverij. Vanaf 1976 inktte Broeckx de verhalen van Robert en Bertrand.

### Bessy Natuurkommando
Hij bleef ondertussen de productie van Bessy leiden. In 1984 ontwierp hij een nieuwe stijl voor de Bessy-verhalen en Marck Meul zorgde voor scenario's die ecologisch geïnspireerd waren. Van de reeks Bessy Natuurkommando verschenen 23 albums. Sindsdien werkte Broeckx aan een restyling van de eerste Bessy-verhalen van Willy Vandersteen, een reeks die hij afsloot met zijn én Vandersteens favoriete Bessy-verhaal: De zwijgende getuige.

### Latere carrière
Vanaf 1994 werkt Broeckx aan de reeks Waterland, waarvoor Marc Legendre de scenario's schrijft. Ook tekent hij commerciële strips. In 1998 verscheen de monografie Jeff Broeckx, tekenaar en zoveel meer. In datzelfde jaar startte hij ook met de stripreeks Verdwaald in het verleden, een geschiedenisstrip in vier delen, waarvan het laatste deel in 2002 verscheen. Broeckx tekent, sinds het overlijden van tekenaar Ray Goossens, ook de verhaaltjes van Musti, naar het scenario van Rachel Frederix. In 2002 werd hij tevens verantwoordelijk voor de tekeningen van Klein Suske en Wiske.

## Werk

### Overzicht van stripreeksen
- Serge (1964)
- Dag en Heidi (1966)
- Bessy (1970)
- Sloeber (1972-1986)
- Bessy Natuurkommando (1985)
- Bessy klassiek (1991)
- Waterland (1995)
- Verdwaald in het verleden (1999)
- Junior Suske en Wiske (voordien: Klein Suske en Wiske) (2002)

### Publicitaire strips
Broeckx werd regelmatig gevraagd om stripverhalen te tekenen in opdracht. Hieronder een overzicht:
| Titel                             | Jaar | Opdrachtgever              |
| --------------------------------- | ---- | -------------------------- |
| De Bobbejaanstory                 | 1977 | Bobbejaan Schoepen         |
| Gaston en Leo                     | 1984 |                            |
| Het groene raadsel                | 1985 | Ebes (thans Electrabel)    |
| Chiquita                          | 1987 | Chiquita                   |
| Gejaagd door de Wind              | 1987 | Iveco                      |
| Een dag als een andere...         | 1989 | Familiehulp                |
| 100 jaar Boerenbond               | 1990 | Boerenbond                 |
| Zwarte Kat                        | 1991 | Zwarte Kat                 |
| Op avontuur met de Boss-bever     | 1991 | Boss                       |
| Adviesbureau De Vlaminck          | 1992 | Adviesbureau De Vlaminck   |
| Mondeo                            | 1993 | Ford                       |
| Op soja-avontuur met Wiep en Woep | 1995 | Alpro                      |
| De jacht op het pinkelkruid       | 2011 | De Lindenhoeve (Nederland) |

### Andere stripverhalen
- Het leven van Johannes Paulus II (1985): met medewerking van Claus Scholz
- Rami, de witte kameel + De boeddha van Boroboedoer + Christian, de geitenhoeder (1994)
- Mozes (2003): 1e album uit de reeks Mysterieuze verhalen van Standaard Uitgeverij
- Kludde met zijn keet (2009): verschenen in bundel "Brussel in Beeldekes"

### Verhalen (her)uitgegeven door Uitgeverij Bonte
- De Boeddha van Boroboedoer (bevat ook de verhalen Christian de geitenhoeder en De sprekende stoel (2007)
- Juffrouw Rita Ijdeltuit (2009): Na de witte hinde was dit het tweede verhaal dat Broeckx tekende naar het scenario van zijn moeder. Op zijn veertiende trok hij met deze strip naar de Standaard Uitgeverij. Uitgever Wim Godderis vond het een leuk verhaal met mooie tekeningen. Hij verzekerde de jonge Broeckx dat als hij nog een aantal jaren flink zou oefenen, hij vast en zeker een goede tekenaar zou worden.
- De witte hinde (2010)
- Serge 1: Het geheim van de verlichte toren (2014)
- Serge 2: De gebrekkige (2013)
- Serge 3: De dief (2011)

## Waardering
In 2008 ontving Broeckx een Stripvos voor de meest opmerkelijke en rijkgevulde carrière.

## Varia
- Maria De Winter begon te schrijven om iets bij te kunnen verdienen wegens gezondheidsproblemen van haar man, Jan Broeckx.
- Broeckx tekende twee strookjes voor het album Nee, ik wil geen snoepje (1997). Ze werden echter niet opgenomen in het album, omdat men ze net iets te gewaagd vond. Het boekje bevat tekeningen van Suske en Wiske met de bedoeling om kinderen weerbaar te maken.